# Pterostichus rubripes
Pterostichus rubripes är en skalbaggsart som beskrevs av Victor Ivanovitsch Motschulsky. Pterostichus rubripes ingår i släktet Pterostichus och familjen jordlöpare. Inga underarter finns listade i Catalogue of Life.